# Helina garretti
Helina garretti är en tvåvingeart som beskrevs av John Otterbein Snyder 1949. Helina garretti ingår i släktet Helina och familjen husflugor.
Artens utbredningsområde är British Columbia. Inga underarter finns listade i Catalogue of Life.